# Niccolò di Luca Spinelli

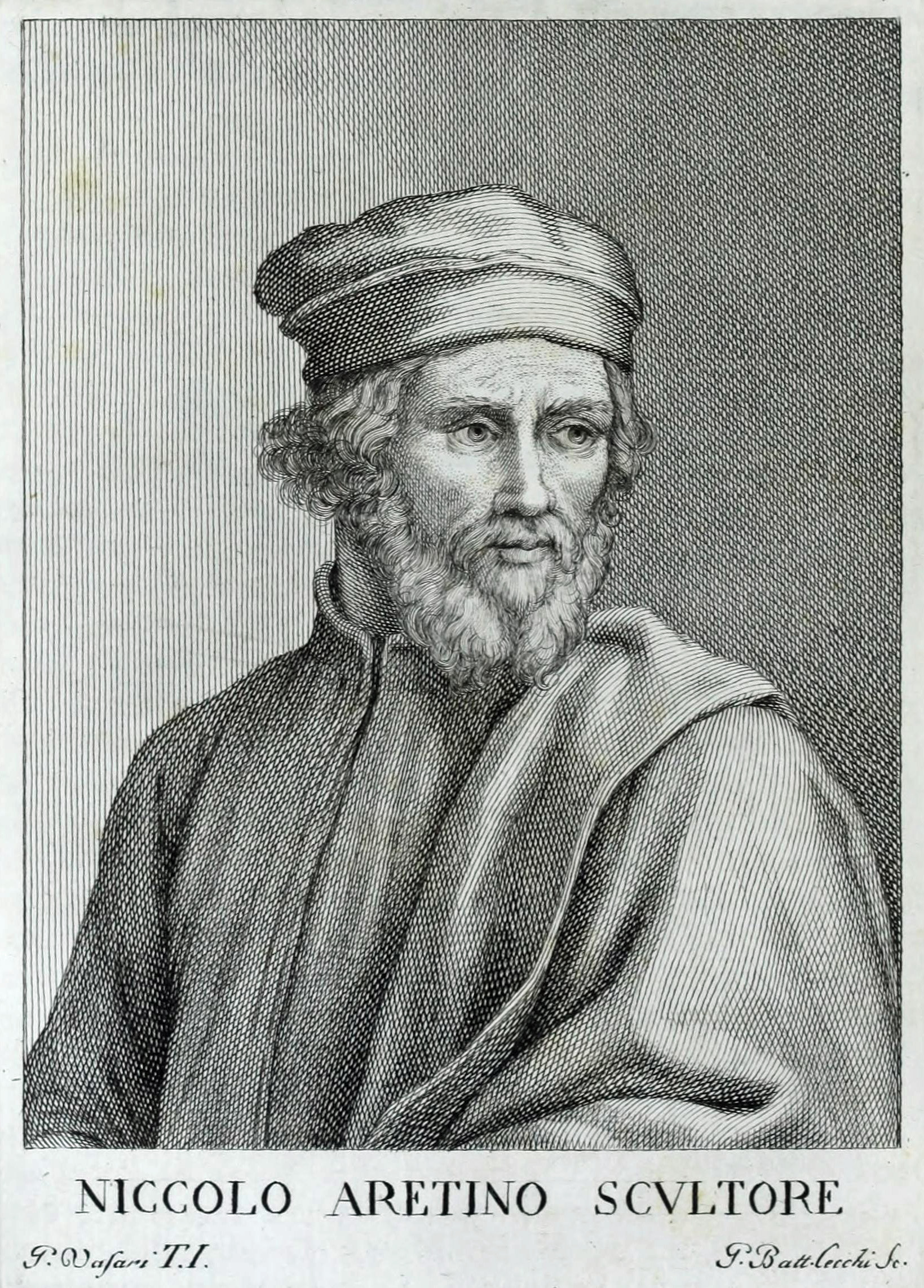
Niccolò di Luca Spinelli

Niccolò di Luca Spinelli o Niccolò Aretino (Arezzo, ... – XIV secolo) è stato un orafo e scultore italiano.

## Biografia
Le note biografiche sull'artista sono molto scarse. Si sa che nel 1401 partecipò con Filippo Brunelleschi, Jacopo della Quercia, Francesco di Valdambrino, Niccolò di Piero Lamberti e Simone da Colle di Val d'Elsa al concorso organizzato dall'Arte di Calimala per i rilievi della seconda porta del Battistero di San Giovanni di Firenze, vinto poi da Lorenzo Ghiberti.
Sua è la lunetta in terracotta del 1330 sul portale laterale del fianco destro del Duomo cattedrale dei Santi Pietro e Donato ad Arezzo, raffigurante: Madonna col Bambino fra due Angeli e San Donato e il Beato Gregorio X.